# Kilik (przełęcz)
Kilik (chiń. 基里克达坂; hindi किलिक पास; urdu ‏کلوک پاس‎) – przełęcz na wysokości 4827 m (lub wg innych źródeł: 4765 m lub 4755 m) w rejonie północno-zachodniego Karakorum, południowego Pamiru i wschodniego Hindukuszu, w grzbiecie Batura Mustagh będącym działem wodnym oddzielającym zlewisko Morza Arabskiego od Azji Środkowej. Leży na granicy między terytorium Gilgit-Baltistan administrowanym przez Pakistan a chińskim regionem autonomicznym Sinciang, łącząc poprzez boczne doliny Dolinę Hunzy na południu z doliną Korytarza Wachańskiego na północy. Przez przełęcz Kilik, podobnie jak przez leżącą na południowy wschód od niej przełęcz Mintaka, prowadziły od stuleci szlaki, którymi przez góry przeprawiali się handlarze, buddyjscy mnisi, pielgrzymi i inni wędrowcy między Kotliną Kaszgarską a szlakami w górnym biegu Indusu. Tranzytowe znaczenie tych przełęczy zaniknęło wraz z budową dróg dostępnych dla ruchu kołowego, a przede wszystkim Karakoram Highway przez przełęcz Khunjerab. Wody spływające z lodowców przy przełęczy Kilik tworzą rzekę Kilik, która wpada do rzeki Misgar spływającej do Khunjerab, dopływu rzeki Hunzy.

## Położenie geopolityczne i administracja
Według danych i map sporządzonych przez Hudson Institute of Mineralogy przełęcz Kilik leży na wysokości 4827 m n.p.m. po pakistańskiej stronie granicy, od strony chińskiej prowadzi do niej droga; granica chińsko-afgańska przebiega w odległości ok. 30 km na zachód. Na wschód leży szczyt i punkt triangulacyjny Kilik East, a na południowy zachód – Kilik West. Krajobrazowo przełęcz Kilik oddziela dwie odmienne krainy: płaskowyż po północnej stronie działu wodnego i głęboko wcięte doliny rzeczne na południu. Leżący na północ Sinciang (w ciągu ostatnich trzech wieków okresowo w granicach Chin, okresowo niezależny lub pod rosyjski protektoratem) zamieszkują przeważnie muzułmańscy Ujgurzy, natomiast górskie doliny przygraniczne są słabo zaludnione przez Tadżyków i Kirgizów. Niżej położone pastwiska na flance południowej używane są przez Buruszów i Wachów z Hunzy. Obie przełęcze, Kilik i Mintaka, były niedostępne dla osób spoza regionu do 1947 r. Od 1999 r. Kilik dostępna jest od strony pakistańskiej dla kontrolowanego ruchu turystycznego (pieszo lub konno) od miejscowości Misgar. Po obu stronach granicy znajdują się obszary objęte ochroną przyrody: Taxkorgan Nature Reserve (od 1984 r.) na północy i Kilik/Mintaka Game Reserve (od 1975 r.) na południu; rejon od strony Doliny Hunzy jest administrowany przez Khunjerab National Park. Politycznie tereny po obu stronach granicy należą do większych obszarów o niejednoznacznym statusie przynależności państwowej.

## Klimat
W okolicach przełęczy temperatury poniżej zera utrzymują się przez większą część roku, a przeważające opady to śnieg. Zimy są surowe, a okres letni chłodny i suchy. Według klasyfikacji klimatów Köppena panuje tu klimat tundrowy, określany skrótem ET.

## Historia
Przez przełęcze Kilik i Mintaka wiodły od wczesnego średniowiecza szlaki komunikacyjne i handlowe, ale ze względu na trudności terenowe były one dostępne tylko dla pieszych, a następnie dla zwierząt jucznych. Wraz z innymi, podobnie trudno dostępnymi trasami, tworzyły sieć tzw. tras kapilarnych (capillary routes) wspierających przejścia i drogi karawanowe jedwabnego szlaku. W miarę posuwania się ku coraz wyższym pastwiskom w górnych dorzeczach Hunzy pasterze spośród zamieszkujących księstwo Hunzy Buruszów i Wachów docierali także w dolinę rzeki Kilik. W XIX w. wszystkie przełęcze w tym rejonie – Khunjerab, Mintaka, Kilik, Chillinji i Irshad Unwin – były kontrolowane przez władców księstw Hunzy i Nagiru, którzy pobierali od podróżnych myto i inne opłaty, także po włączeniu księstw pod brytyjską administrację. W pierwszej dekadzie XX w., wraz z ustaleniem przez Lorda Curzona linii granicznej oddzielającej brytyjską strefę wpływów od chińskiej i rosyjskiej na północnej flance Karakorum, porzucono wszelkie pretensje do kontrolowania terytoriów wokół doliny Karachukur (Chalachigu) i utrzymywania przez siły brytyjskie stanowisk na przełęczach Kilik i Mintaka. Niemniej jednak w latach 1918 a 1939 między konsulatem Indii Brytyjskich w Kaszgarze a urzędem pocztowym w Misgarze w dolinie rzeki Kilik kursowała poczta (także tajna dyplomatyczna), a przenoszący ją gońcy szli przez przełęcze Kilik i Mintaka. Wraz z opanowaniem przez Chiny Sinciangu i zamknięciu granic z Pakistanem w 1951 r. ta droga wymiany poczty przestała istnieć. Zgoła inną rolę odegrały przełęcze Kilik i Mintaka w historii sąsiadujących tu państw w latach 30. XX w., kiedy przeprawiały się przez nie setki uciekinierów ze Związku Sowieckiego i chińskiego Kaszgaru; sytuacja stała się tak chaotyczna, że w połowie lat 30. granice między ZSRR, Afganistanem, Chinami i Indiami Brytyjskimi zostały zamknięte dla wszelkiego ruchu. Od rozpadu Imperium Brytyjskiego w 1947 r., a dalej po zamknięciu wszystkich granic przez Chiny pod koniec rewolucji w 1949 r. sytuacja wokół Korytarza Wachańskiego i terytorium Gilgit-Baltistanu pozostaje politycznie napięta.

## Słynne przeprawy

### Przeprawa Bronisława Grąbczewskiego
W trakcie swojej drugiej wyprawy do Azji Środkowej latem 1888 r., odbytej prywatnie, ale pod auspicjami petersburskiego Towarzystwa Geograficznego, polski badacz i podróżnik Bronisław Grąbczewski przeprawił się przez przełęcz Kilik w drodze od z Kotliny Kaszgarskiej do Doliny Hunzy. Przeprawiano się w terenie, dla którego Grąbczewski nie miał mapy i trzy dni zajęło im rozpoznawanie terenu, by w końcu przypadkiem 15 sierpnia (jak podaje Grąbczewski w drugim tomie swoich wspomnień), podczas polowania na kozła, natrafić na przełęcz, którą nazywał Kalik. Wyprawa schodząc dolinami rzek udała się do Baltitu, stolicy księstwa Hunzy, gdzie Grąbczewski spotkał się z władcą księstwa Hunza Safdarem Chanem. Po prawie dwóch tygodniach pobytu w Kandżucie (jak Grąbczewski nazywa Hunzę) ruszono w drogę powrotną do Wachanu, przeprawiając się 6 października tym razem przez przełęcz Mintaka, którą Grąbczewski nazywał Ming-teke. Mapy sporządzone przez Grąbczewskiego, choć niewolne od nieścisłości, stały się podstawą nowych map Pamiru i rejonów na południe od niego.

### Ekspedycja Citroëna „Croisière jaune”
W latach 20. XX w. producent samochodów Citroën przedsięwziął pod patronatem francuskiego Towarzystwa Geograficznego (Société de Géographie) trzy transkontynentalne wyprawy, których celem było zarówno rozreklamowanie na świecie pojazdów Citroëna, jak i wskazanie na korzyści dla gospodarki zachodniej, jakie może przynieść rozwój mniej znanych i słabo rozwiniętych regionów. Dwa pierwsze przejazdy miały miejsce w Afryce w latach 1922 i 1924, a trzeci, rozdzielony na dwie trasy, odbył się latem 1931 r. między Bejrutem, Pekinem i Kalkutą. Najtrudniejszym odcinkiem, bogatym w nieprzewidziane wyzwania, była podróż ze Śrinagaru w Kaszmirze do Gilgit, gdzie rekonesans drogi w Dolinę Hunzy wykazał, że przeprawa jakichkolwiek pojazdów w górę doliny jest niemożliwa. Po okresie wypoczynku piesza część wyprawy ruszyła pod koniec sierpnia w marsz na północ ku granicy chińskiej. Licząca około dwustu tragarzy karawana dotarła przez przełęcz Kilik do pierwszej osady po drugiej stronie gór, gdzie władze chińskie nakazały im zastąpienie tragarzy z Hunzy Kirgizami. Wyprawa dotarła do Kaszgaru i połączyła z resztą ekspedycji w połowie września 1931 r.